# Резолюция Совета Безопасности ООН 122
Резолюция Совета Безопасности ООН 122 была принята 24 января 1957 года и касалась спора между правительствами Индии и Пакистана о территорий регионов Джамму и Кашмира. Это была первая из трех резолюций по безопасности 1957 года (наряду с резолюциями 123 и 126), посвященная спору между странами. Резолюция заявляет, что ассамблея, предложенная Национальной конференцией Джамму и Кашмира, не может представлять собой решение проблемы, как это определено в Резолюции Совета Безопасности Организации Объединённых Наций 91, принятой почти шестью годами ранее.
Резолюция 122 была принята 10 голосами, при этом Советский Союз воздержался, никто не голосовал против.

## Предыстория
Соглашение между Индией и Пакистаном, заявлявшими права на Джамму и Кашмир, требовало проведение плебисцита, чтобы решить, должен ли этот регион присоединиться к Индии или Пакистану.

## Содержание
Совет Безопасности заслушал заявления Индии и Пакистана относительно спорного района Джамму и Кашмир. Совет Безопасности напомнил заинтересованным сторонам о закрепленном в резолюциях 47, 51 и 91 и резолюциях Комиссии ООН по Индии и Пакистану принципе, согласно которому будущее Кашмира должно определяться путем плебисцита.
Совет Безопасности поддержал резолюцию 91 и заявил, что решения конституционного органа в этом отношении не соответствуют этому принципу. Было решено оставить этот вопрос на рассмотрении.

## Голосование
| За (10) | Воздержались (1) | Против (0) |
| --- | ---------------- | ---------- |
| - Китайская Республика - Великобритания - США - Франция - Австралия - Ирак - Колумбия - Куба - Филиппины - Швеция | - СССР           |            |

 * жирным выделены постоянные члены Совета Безопасности ООН